# Gnophos teldensis
Gnophos teldensis är en fjärilsart som beskrevs av Rudolf Pinker 1968/9. Gnophos teldensis ingår i släktet Gnophos och familjen mätare. Inga underarter finns listade i Catalogue of Life.